# Primula filchnerae
Primula filchnerae är en viveväxtart som beskrevs av Reinhard Gustav Paul Knuth. Primula filchnerae ingår i släktet vivor, och familjen viveväxter. Inga underarter finns listade i Catalogue of Life.